# Ляодунський півострів
Ляодунський півострів (кит.: 遼東半島, 辽东半岛) — півострів на північному сході Китаю, між Ляодунською і Західнокорейською затоками Жовтого моря. Довжина 225 км, ширина 80—130 км.
Береги прямолінійні, на південному заході (на півострові Гуаньдун) — ріасового типу. Горбиста рівнина і низькогір'я висотою до 1 132 м. Чагарники, ділянки лісів; рівнини і пологі схили обробляються (посіви кукурудзи, гаоляну).
Крупні порти — Далянь і Люйшунь.